# Yoshitomo Tani
Yoshitomo Tani, född den 9 februari 1973, är en japansk idrottare som tog silver i baseboll vid olympiska sommarspelen 1996 i Atlanta, och som även tog brons i baseboll vid olympiska sommarspelen 2004 i Aten.